# Последний министр
«Последний министр» — российский сериал Романа Волобуева в жанре политической сатиры, совместный проект продюсерской компании Александра Цекало «Среда» и «Кинопоиска». Премьера первого сезона состоялась 26 марта 2020 года, второго — 2 декабря 2021.

## Сюжет
Действие «Последнего министра» разворачивается в кабинетах и коридорах выдуманного Министерства перспективного планирования и социально-экономического развития — последнего по значимости в правительстве, не имеющего конкретной сферы ответственности и призванного создавать видимость реформ в России. Главный герой — Евгений Александрович Тихомиров (Ян Цапник), бывший мэр уральского городка Малая Пышма, который занял свой пост из-за опечатки в избирательном бюллетене и фактически утопил населённый пункт через неделю руководства.
Поскольку в результате инцидента Малая Пышма перестала существовать, Тихомирова отправляют в заслуженную отставку. Спустя 4 года вкрадчивый человек из высших эшелонов власти (Фёдор Лавров) предлагает ему возглавить министерство, прошлый глава которого (Борис Невзоров) несвоевременно скончался. Тихомиров не знает, что «сверху», от воплощающих Правительство и Администрацию президента «Набережной» и «Площади», поступил запрос на «деятельного идиота», который станет козлом отпущения — и с радостью направляется в ловушку.
Неожиданно для всех, нерасторопный неудачник Тихомиров воспринимает свои новые обязанности совершенно серьёзно и берётся за изменение страны и жизни людей к лучшему. Конкретной сферы ответственности у министерства нет, и вместе со своим замом Ксенией Нечаевой (Ольга Сутулова) и другими сотрудниками Тихомиров пытается реформировать самые разные стороны жизни страны. Инициативы не всегда выглядят разумно, но стабильно приводят к непредсказуемым результатам. Так, первым же знаковым решением министра становится отмена запрета на ненормативную лексику, и вернувшийся в публичную сферу русский мат неожиданно становится «духовной скрепой» как для консерваторов, так и для либералов.

## В ролях
| Актёр                       | Роль |
| --------------------------- | --- |
| Ян Цапник                   | Евгений Александрович Тихомиров министр перспективного планирования РФ                                                    |
| Ольга Сутулова              | Ксения Борисовна Нечаева первый заместитель министра                                                                      |
| Сергей Епишев               | Илья Владимирович Викентьев второй заместитель министра, со 2 сезона новый куратор Тихомирова из администрации президента |
| Софья Лебедева              | Софья Андреевна Скворцова практикантка                                                                                    |
| Анна Шепелева               | Ингеборга Эдмундовна Кузина секретарша министра                                                                           |
| Алексей Золотовицкий        | Никита Сергеевич Дударь директор дирекции внешних коммуникаций                                                            |
| Дарья Носик                 | Дина Скотч аналитик министерства                                                                                          |
| Екатерина Носик             | Даша Луч аналитик министерства                                                                                            |
| Сергей Стёпин               | Максим Максимович Ухов старший по пожарной безопасности                                                                   |
| Эльвира Кекеева             | Джамиля «Джемма» Феликсовна Саламова кадровик                                                                             |
| Борис Невзоров              | Сергей Александрович Гаврютин прежний министр                                                                             |
| Фёдор Лавров                | Алексей Геннадиевич Плотников куратор Тихомирова из администрации президента                                              |
| Александр Ильин             | X высокопоставленный куратор из администрации президента                                                                  |
| Роман Волобуев              | Y высокопоставленный куратор из администрации президента                                                                  |
| Екатерина Вилкова           | Z высокопоставленный куратор из администрации президента                                                                  |
| Нелли Уварова               | Раиса жена Тихомирова |
| Полина Федина               | Кира дочь Тихомирова |
| Ольга Дибцева               | Лариса «Зверь» биатлонистка, любовница Тихомирова                                                                         |
| Фархад Гусейнов             | Нодир Бахадырович водитель Тихомирова                                                                                     |
| Екатерина Горина            | Оксана Герасименко журналистка, знакомая Дударя                                                                           |
| Елена Ванина                | ведущая телеканала «Дро///ь»                                                                                              |
| Александр Голубков          | Сергей глава департамента культуры Правительства Москвы                                                                   |
| Манана Тотибадзе            | Дарья Мартова активистка движения «Зебры»                                                                                 |
| Анна Чиповская              | Антонина Редькина директор стратегического развития канадского порносайта «Look at me» (6 серия)                          |
| Антон Багмет                | Захар писатель |
| Виктор Кулюхин              | Снегирёв режиссёр |
| Андрей Мерзликин            | Василий Макарович / Вася «Музыка» / Господин Супарман друг юности Тихомирова / глава индонезийской делегации              |
| Вадим Лобанов               | Владимир Владимирович Познер интервьюер                                                                                   |
| Александр Танхилевич        | Давид Макаров программист из Дубны                                                                                        |
| Никита Абдулов              | Иван Фихтенгольц программист из Дубны                                                                                     |
| Виктор Конухин              | Юсупов криминальный торговец алкоголем                                                                                    |
| Сергей Тишин                | Григорий Михайлович Тимченков бывший химик-технолог подольского химкомбината, тренер футбольного клуба «Химик-Гигант»     |
| Юрий Цурило                 | Александр Бальтазарович Раневский губернатор Саратовской области                                                          |
| Алиса Хазанова              | Агния Львовна Антонова следователь следственного комитета                                                                 |
| Григорий Калинин            | Ким Сергеевич Смирнов сотрудник следственного комитета                                                                    |
| Александр Баширов           | Премьер-министр Российской Федерации (спецэпизод)                                                                         |
| Юрий Сапрыкин               | политолог |
| Иван Иванович (Иван Ипатко) | Таджуддин (Федя) замминистра социального развития Нигерии, экскурсовода в Доме-музее Корнея Чуковского                    |
| Константин Мурзенко         | отец Виталий сотрудник ДеПО                                                                                               |
| Александр Горчилин          | Андрей Петрович сотрудник ДеПО                                                                                            |
| Андрей Арзяев               | Лесков первый вице-премьер                                                                                                |
| Константин Богомолов        | Фёдор / Федька сослуживец Тихомирова, оскароносный режиссёр                                                               |
| Тимофей Трибунцев           | голос премьер-министра в телефоне                                                                                         |

## Эпизоды

### 1 сезон
| № серии | Премьера   | Название серии       | Описание серии |
| ------- | ---------- | -------------------- | --- |
| 1       | 26.03.2020 | Идиот                | Министр перспективного планирования Гаврютин умирает во время работы. Ему на смену назначен «деятельный идиот» Тихомиров, который первым делом решает отменить запрет употребления мата в «Законе о государственном языке». |
| 2       | 03.04.2020 | Гражданское общество | Дочь Тихомирова публикует в инстаграме откровенную, но крайне непатриотическую запись. Сам Тихомиров на съезде молодёжного движения «Гордость нации» толкает искреннюю, но тоже весьма некорректную речь. |
| 3       | 03.04.2020 | Хомяк Хохвальдера    | Викентьев (второй заместитель министра) привозит с форума в Давосе новаторскую идею реорганизации муниципальной избирательной системы с участием хомяков. Идея в прямом смысле дорого обходится Тихомирову. |
| 4       | 06.04.2020 | Метафора детства     | Депрессия заместителя министра Нечаевой неожиданно провоцирует серьёзный конфликт с мэрией, в итоге страдает, как обычно, Тихомиров. А тут ещё черви в Кремль лезут… |
| 5       | 11.04.2020 | Лапки добра          | Тихомиров спьяну придумывает перенять опыт боливийского общественного движения «Зебры» и создать некоммерческую организацию из ряженых волонтёров. Ряженые не подвели. |
| 6       | 14.04.2020 | О любви              | Новый проект министерства — легализация порнографии. |
| 7       | 18.04.2020 | Я не вернусь         | Тихомиров и Нечаева попадают в Воронеж на презентацию Росвооружения, перепутав вертолёт «Выхухоль» с одноимённым животным. Коротая время до вылета домой, министр с замом предаются воспоминаниям о знакомстве и упущенных возможностях. Ну а попутно помогают стране с экспортом вооружений. |
| 8       | 21.04.2020 | Большая схема вещей  | Попав с помощью интриг на программу «Поздно», Тихомиров объявляет о запуске десятой по счёту федеральной программы помощи малому предпринимательству. Титульным героем назван свиновод из деревни Мёртвое Лихославльского района Тверской области, а для подготовки свиновода к ответственному интервью с федеральным 7-м каналом в глухомань отправлен Викентьев, отодвинутый от первенства в разработке проекта. |
| 9       | 25.04.2020 | Трезвый путь         | Тихомирову не продали выпивку после 23 часов и он загорается идеей саботировать закон о регулировании оборота алкогольной продукции. В это время Скворцову беспокоят настойчивые звонки по правительственной связи в кабинете Викентьева. |
| 10      | 05.05.2020 | Возвращение          | В министерстве ищут «крота», сливающего информацию на сторону, а вернувшийся из заточения в деревенской глуши Викентьев в рамках аграрной реформы выдвигает идею о возрождении крепостного права. |
| 11      | 09.05.2020 | Стратегия панды      | Пока Тихомиров готовится к интервью «Форбсу», а Викентьев отжигает на петербургском экономическом форуме, Скворцова с Ингеборгой пытаются разобраться с китайцами, которые хотят подарить панду, оказавшуюся не пандой. |
| 12      | 12.05.2020 | 20 минут             | Всё руководство страны улетело в Бирмингем на футбольный матч Россия—Румыния, в Москве остался один Тихомиров (которому не хватило места в самолёте). И когда правительственный борт исчез, единственный оставшийся министр должен вступать в руководство страной. А он застрял в пробке из-за инициативы главного архитектора, задумавшего превратить третье транспортное кольцо в парковую зону подобно висячим садам. В итоге единственным существенным решением, которое удалось принять Тихомирову за время своих 20 минут у власти, оказывается покупка румынского футболиста по фамилии Попа.                               |
| 13      | 16.05.2020 | Состояние души       | После очередного позорного проигрыша российской сборной по футболу команде Нигерии Тихомиров затеял помочь российскому футболу и нашёл прекрасных русских ребят из Подольска, которые обыгрывают сборную Англии на чемпионате мира, но дело оказывается нечисто. Тем временем Скворцова случайно обнаруживает финансовые махинации Нечаевой. |
| 14      | 19.05.2020 | Малая родина         | Ради освоения бюджета и по совету пиарщиков Тихомиров снимается в патриотичном ролике и запускает его в телеэфир на своей родине — в Саратовской области. Некоторым этот ролик показался похожим на предвыборный. Саратовский губернатор Раневский (изображённый в фильме царьком-сепаратистом) воспринимает такое заявление из центра в штыки, так что куратор Плотников вынужден отправить горе-кандидата в Саратов улаживать конфликт. Тем временем подчинённые гадают, кто станет новым министром, прикидывают для себя стратегии поведения, а Дударь даже решился манипулировать Тихомировым через дочь, за что и поплатился. |
| 15      | 23.05.2020 | Тень на стене        | Тихомиров арестован следственным комитетом. В министерстве паника — Луч и Скотч уничтожают документацию, Инга рожает, Нечаева собирается улетать на свой остров, Викентьев намерен давать показания против начальника. На самом интересном месте всё разрешается неожиданно банально. |
| 16      | 26.12.2020 | Новогодняя серия     | |

## Производство

### Разработка
Продюсер Александра Цекало хотел снять политическую комедию с начала 2010-х годов и неоднократно пытался запустить проект с разными авторами. Несмотря на оригинальный сюжет, телеканалы отказывались брать сериал, но в 2017 году комедией под рабочим названием «Министерство» заинтересовался стриминговый сервис «Кинопоиск», который мог позволить себе более смелые темы, чем телевидение.
На место режиссёра Цекало пригласил Романа Волобуева. Он ещё в 2015 году по следам массовых протестов написал сценарий и снял для «Дождя» пилотный эпизод сериала «Завтра» — чёрной комедии об оппозиционной партии, которая неожиданно побеждает на выборах в 2018 году. Телеканал планировал привлечь с помощью краудфандинга 18 млн рублей на съёмки сериала, но собрал всего 1,3 млн, и дальше пилота дело не пошло.
Волобуев заимствовал концептуальные элементы из сценария пилотного эпизода «Министерства» за авторством режиссёра и сценариста Павла Бардина, и вместе со сценаристкой Еленой Ваниной подготовил оригинальный сценарий. Волобуев рассказывал в интервью, что объектом вдохновения для него стал байопик Паоло Соррентино «Изумительный» про коррумпированного и повязанного с мафией итальянского премьер-министра Джулио Андреотти. По словам режиссёра, подобно Соррентино, он писал главного героя «Последнего министра» как антигероя, который при этом вызывает человеческое сочувствие и сопереживание у зрителя.

### Трансляция
Премьера первого сезона «Последнего министра» состоялась 26 марта 2020 года, и уже в октябре того же года начались съёмки второго сезона. Как следует из расследования BBC, изначально запланированный на лето выход второго сезона был отложен из-за недовольства российских властей политическими сюжетами в проектах «Кинопоиска». Раздражение администрации президента вызвали два эпизода: в первом герои предотвращают отделение от России Саратовской области, а сюжет второго слишком сильно напоминал о массовых протестах, последовавших за арестом бывшего губернатора Хабаровского края Сергея Фургала.
Первые серии второго сезона показали в сентябре 2021 года во внеконкурсной программе «Кинотавра», и 2 декабря прошла цифровая премьера на «Кинопоиске». 25 февраля 2022 года, накануне выхода финальной 15-й серии второго сезона и на следующий день после начала вторжения России в Украину, «Кинопоиск» по просьбе Волобуева приостановил показ сериала. «Последний министр» был придуман для того, чтоб находить в русской реальности смешное и утешительное — сегодня это, увы, невозможно», — объяснил режиссёр.

## Оценка
«Последний министр» стал большим режиссёрским успехом Волобуева и первым успешным проектом во время бума онлайн-кинотеатров в период пандемии коронавируса.
Сериал был высоко оценён критиками и зрителями за смелость, оригинальность и беспрецедентную точность в высмеивании российской политики. Рецензенты отмечали, что катастрофические последствия инициатив вымышленного министерства похожи на сюжеты из реальной новостной ленты. Под раздачу в «Последнем министре» попадает всё, что формировало политическую культуру страны в предшествующее десятилетие: и реформы Дмитрия Медведева, и хаотичный и нелогичный характер принятия управленческих решений, и зашоренность рядовых госслужащих, и мода на семейные ценности.
«Последний министр» часто обращается к предшествующей сериальной и кинематографической традиции. Сам Волобуев признавал, что создавал сериал не без оглядки на производственные драмы Аарона Соркина об идеалистах на работе, таких как «Западное крыло» про администрацию президента США и «Отдел новостей» про внутреннюю жизнь ньюсрума. Рецензенты же указывали на неизбежные отсылки к образцам политической сатиры — «Канадскому бекону» Майкла Мура (про изобретение американскими политиками внешнего врага в лице Канады), «Да, господин министр» Питера Уитмора, Сидней Лоттерби и Стюарта Аллена (про политические козни вокруг главы вымышленного британского министерства), «Хотим полковников» Марио Моничелли (о провале фашистского реванша в Италии 1970-х) и «Свидетелю» Петера Бачо.
Также в сериале заметили много отсылок к «Молодому Папе» Паоло Соррентино — от оммажей в заставке сериала до общего характера насмешки над политической и светской верхушкой. При этом «Последний министр» легкомысленнее и карикатурнее сериала Соррентино. Парадоксальное мышление и эксцентричные выходки героев скорее роднят его с сериалом «Твин Пикс», а подача — с неглупыми ситкомами наподобие «Чудотворцев» Саймона Рича или «Вице-президента» Армандо Ианнуччи. Рецензенты подчёркивали, что именно в интеллектуальной игре со зрителем заключается главное достоинство «Последнего министра».

### Саундтрек
Заглавную тему сериала написал и исполнил Noize MC. Во всех сериях, кроме девятого эпизода первого сезона, она исполняется без слов.